# Kiss contre les fantômes
Pour plus de détails, voir Fiche technique et Distribution.
Kiss contre les fantômes (KISS Meets the Phantom of the Park) est un film américain réalisé par Gordon Hessler, sorti en 1978.
Le film met en scène le groupe de rock Kiss.

## Synopsis
Abner Devereau est un ingénieur en robotique et un créateur génial qui a inventé tous les automates du parc d'attraction de Magic Mountain. Cependant ses projets coûteux mettent le parc dans une situation financière compliquée, et le directeur du parc décide de lui couper les fonds pour réinvestir l'argent pour organiser un concert du groupe Kiss afin de renflouer les caisses. Ne supportant pas cet affront, Devereau décide de se venger. Il transforme alors des visiteurs du parc en cyborgs dociles, puis créer des robots qui sont des répliques exact du groupe Kiss afin de les discréditer. Son premier plan échoue, mais il apprend que le groupe possède des médaillons qui leur confère de super-pouvoirs. À l'aide de ces cyborgs, il arrive alors à voler les médaillons et à emprisonner les membres de Kiss, puis il envoie ses répliques sur scène afin de saboter le concert et d'inciter la foule à l'émeute.
Les musiciens de Kiss arrivent à s'échapper de leur cellule et à anéantir leurs répliques, puis ils finissent le concert. Tous les cyborgs sont alors libérés de leur emprises et reprennent une vie normale.

## Fiche technique
- Titre original : KISS Meets the Phantom of the Park
- Titre français : Kiss contre les fantômes
- Réalisation : Gordon Hessler
- Scénario : Jan Michael Sherman et Don Buday
- Photographie : Robert Caramico
- Musique : Hoyt Curtin
- Pays d'origine :  États-Unis
- Genre : fantastique
- Date de sortie : 1978

## Distribution
- Peter Criss : Cat Man
- Ace Frehley : Space Ace
- Gene Simmons : The Demon
- Paul Stanley : Star Child
- Anthony Zerbe : Abner Devereaux
- Carmine Caridi : Calvin Richards
- Lisa Jane Persky : Dirty Dee
- Brion James : Garde